# Élodie Mielczareck
 (mars 2024).
Si vous disposez d'ouvrages ou d'articles de référence ou si vous connaissez des sites web de qualité traitant du thème abordé ici, merci de compléter l'article en donnant les références utiles à sa vérifiabilité et en les liant à la section « Notes et références ».
Élodie Mielczareck est une sémiologue française.

## Biographie

### Enfance et formation
Elle possède un master en sémiologie et en linguistique.[réf. nécessaire]

### Carrière
Elle a été chroniqueuse pour LCI durant la crise des Gilets Jaunes. Elle est souvent interviewée dans les médias, tels Le Figaro, Le Monde, Huffington Post, The Conversation et Marianne.
Dans un article parue dans The Conversation, elle déclare « conseille[r] également les dirigeants d'entreprise et accompagne certaines agences de communication et relations publiques internationales, notamment sur la question de la raison d'être. »

## Prises de position

### Renvoi deLCI
Elle déclare avoir été renvoyé de LCI car « trop à gauche ».

### Télévision
- 2024 : Loups-Garous (émission de télévision) de Fary et Panayotis Pascot sur Canal +

## Publications
- Élodie Mielczareck, La stratégie du caméléon: s'adapter à tous les profils grâce à la communication non verbale, Cherche midi, 2019 (ISBN 978-2-7491-6148-8)
- Élodie Mielczareck, Anti bullshit: post-vérité, nudge, storytelling quand les mots n'ont plus de sens, et comment y remédier, Éditions Eyrolles, 2021 (ISBN 978-2-416-00317-2)
- Elodie Mielczareck, « La langue de bois : typologie, marqueurs, et spécificité », ResearchGate,‎ 2021 (DOI 10.13140/RG.2.2.16765.08166, lire en ligne, consulté le 23 mars 2024)
- Elodie Mielczareck, « Image des femmes dans les médias - Rapport ministériel de 2008 - CSA commission REISER », ResearchGate,‎ 2020 (DOI 10.13140/RG.2.2.29469.87524, lire en ligne, consulté le 23 mars 2024)
- Élodie Mielczareck, « L’intelligence corporelle au service de la relation », dans Les intelligences multiples en entreprise, Dunod, coll. « Hors collection », 2019, 152–156 p. (ISBN 978-2-10-078817-0, DOI 10.3917/dunod.aubie.2019.01.0152, lire en ligne)
- Élodie Mielczareck, « L’intelligence corporelle au service de la relation », dans Les intelligences multiples en entreprise, Dunod, 2 janvier 2019, 152–156 p. (lire en ligne)
- Élodie Mielczareck, Ce que les gestes et les mots disent des autres: et surtout des cons, le Courrier du livre, 2023 (ISBN 978-2-7029-2623-9)